# 魯道夫·馮·里賓特洛甫
鲁道夫·冯·里宾特洛甫（德語：Rudolf von Ribbentrop，1921年5月11日—2019年5月20日）是一位纳粹德国武装党卫队军官，曾参加第二次世界大战（第三次哈爾科夫戰役、突出部之役），二戰結束後一度被逮捕，后来被釋放並成为釀酒師。他的父亲是纳粹德国外交部长约阿希姆·冯·里宾特洛甫。魯道夫·馮·里賓特洛甫在自传中表达了对父亲的看法，並且記載了希特勒死前的最后日子。